# Bill Oates
Bill Oates (15 ottobre 1939 – 5 febbraio 2020) è stato un allenatore di pallacanestro statunitense, attivo nella NCAA.

## Carriera
Nel 1978 ha guidato gli Stati Uniti ai Campionati mondiali.